# Ujeździec
Ujeździec (niem. Geseß) – wieś w Polsce położona w województwie opolskim, w powiecie nyskim, w gminie Paczków.
W latach 1975–1998 miejscowość administracyjnie należała do ówczesnego województwa opolskiego.

## Historia
To stara wieś owalnicowa wzmiankowana w 1291 r. w jednym dokumencie jako Geseze, a potem w 1292 jako Syeszez proce Paczcow, w końcu w 1296 - jako Vyeszez. Na południowy wschód od wsi kiedyś można było odnaleźć ślady średniowiecznego grodziska. Ujeździec od 1657 r. był główną siedzibą jednej z dwóch linii śląskich Jerinów, pochodzących ze Szwabii. Druga linia rezydowała w niedalekich Siestrzechowicach. Jeszcze wcześniej, bo w drugiej połowie XVI w. Achilles z czeskiego rodu Baworów był właścicielem majątku Ujeździec. Na przełomie XVI i XVII w.  posiadaczem wsi był Wolfgang von Bibritsch. Założyciel linii z Ujeźdźca Konstanty Magnus von Jerin, kupił miejscowość od von Freund, wdowy po Fryderyku von Brand. W 1921 r. majątek Ujeździec był własnością Konstantyna von Jerin, starosty powiatu nyskiego.

## Zabytki
Do wojewódzkiego rejestru zabytków wpisane są:
- kościół par. pw. św. Katarzyny Aleksandryjskiej, z l. 1834-5 r.
- zespół pałacowy, z XVI-XIX w.:
  - Pałac w Ujeźdźcu
  - oficyna
  - spichlerz
  - park.